# 大矢和美
大矢和美（1966年3月20日—）是日本漫畫家、插畫家，福島縣郡山市出生，血型A型，雙魚座。福島縣立安積黎明高等學校、學習院女子短期大學畢業。大學時代是同人誌界的人氣作家。出道後長期在小學館的少女漫畫雜誌上發表作品，同時也為各種小說作品繪製插畫。

## 經歷
出道處女作品為短篇漫畫《牛奶男孩 蜜糖女孩》，1988年在《DELUXE别册少女COMIC》1月号刊載。

## 作品列表
台灣已出版單行本

### 長鴻
- 大聲說愛我　全一冊
- 花形男孩　全一冊
- 三角秘戀　全一冊
- 月光庭園　1-2（完結）
- 羅密歐學院　1-4（完結）
- 超美形騎士'S　全一冊
- 星夢睡美人　1-6（完結）
- 給我~你的愛！　1-4（完結）
- 她與他們的秘密　1-3（完結）
- Stand by Me～與我為伴～　1（未完）

### 東立
- 粉紅囚犯　全一冊
- 放學後，再見。 全一冊

### 台灣角川
- 【託生君系列】June Pride 6月的自尊心　全一冊 原作：ごとうしのぶ
- 【託生君系列】裸足的華爾滋　全一冊 原作：ごとうしのぶ
- 【託生君系列】不合季節的怪談　全一冊 原作：ごとうしのぶ
- 【託生君系列】美麗的布局　全一冊 原作：ごとうしのぶ
- 【託生君系列】jealousy　全一冊 原作：ごとうしのぶ
- 【託生君系列】落英繽紛憶君夜　全一冊 原作：ごとうしのぶ
- 【託生君系列】Pure　全一冊 原作：ごとうしのぶ
- 【託生君系列】Pure2　全一冊 原作：ごとうしのぶ
- 甜蜜同居計畫　全一冊
- 戀愛咒語　全一冊
- 戀愛課堂　全一冊
- 於是，我們戀愛了　全一冊

### 小說插畫
加珈文化出版
- 閃電奇緣　作者：速水彩
- 超時空戀人 1－炸彈情人　作者：秋月達郎
- 超時空戀人 2－愛情特使　作者：秋月達郎
- 超時空戀人 3－戀曲2033　作者：秋月達郎
- 最High的情人 1　作者：後藤信
- 最High的情人 2－想愛就去愛　作者：後藤信
- 最High的情人 3－擋不住的愛潮　作者：後藤信
- 最High的情人 4－不戀你太難　作者：後藤信
- 最High的情人 5－戀你又何妨　作者：後藤信